# 1-я гвардейская моторизованная инженерная бригада
1-я гвардейская моторизованная инженерная Брестско-Берлинская Краснознамённая орденов Суворова и Кутузова бригада РГК — гвардейское соединение инженерных войск РККА и СА ВС СССР в Великой Отечественной войне и после неё.

## История

### В период Великой Отечественной войны
Соединение сформировано в июне 1942 года на Юго-Западном фронте в Ворошиловградской области как 16-я инженерная бригада специального назначения. На сформирование бригады были обращены: отдельная сапёрно-восстановительная бригада ЮЗФ, 69-я отдельная рота специальной техники, 6-й отдельный электротехнический батальон. В неё вошли 152-й, 153-й, 154-й, 155-й, 156-й, 157-й, 158-й и 159-й батальоны инженерных заграждений, 6-й электротехнический батальон и 17-й отряд электрификации.
Своё боевое крещение бригада получила под Сталинградом. В боях на Сталинградском затем Донском фронтах она установила до 58 тысяч и обезвредила более 28 тысяч мин. За успешное выполнение боевых задач и проявленные при этом мужество и героизм личного состава бригаде присвоено почётное звание «Гвардейская», новый войсковой № и она была преобразована в 1-ю гвардейскую отдельную инженерную бригаду специального назначения (1 апреля 1943 года).
В битве под Курском на Центральном фронте бригада своими подвижными отрядами заграждения (ПОЗ) установила свыше 100 тысяч мин, на которых подорвалось большое количество танков, солдат и офицеров противника. В этой же битве бригада обезвредила около 183 тысяч мин.
За образцовое выполнение боевых задач 21 июля 1943 награждена орденом Красного Знамени. Такой же награды удостоились её командир полковник Иоффе М. Ф., заместитель командира бригады подполковник Харченко В. К. и заместитель командира роты 6-го гвардейского батальона инженерных заграждений гвардии старший лейтенант Курносов А. Н..
При освобождении Левобережной Украины и Белоруссии обеспечивала боевые действия войск 1-го Белорусского фронта, ведя инженерную разведку, проделывая проходы в минных полях и подготавливая маршруты движения. За мужество и высокое боевое мастерство личного состава бригада 15 января 1944 года награждена орденом Суворова 2-й степени.
После переформирования в  1-ю гвардейскую отдельную моторизованную инженерную бригаду  (22 мая 1944 года) участвовала в освобождении г. Брест и удостоилась почётного наименования «Брестской».
Во время Висло-Одерской операции 1945 года бригада обеспечивала наступление 5-й ударной, 47-й и 61-й армий 1-го Белорусского фронта. В ходе операции она проделала 80 проходов в минных полях, обезвредила 38,5 тысяч и установила 13 тысяч мин, в 56 городах изъяла в заминированных объектах 42,5 тонны взрывчатых веществ. За боевые отличия бригада 26 апреля 1945 года была награждена орденом Кутузова 2-й степени.
В Берлинской операции части бригады обеспечивали прорыв обороны противника войсками 3-й и 5-й ударных армий и ввод в сражение 2-й гвардейской танковой армии. В ходе наступления они вели инженерную разведку, обезвредили 20 тысяч мин, построили 12 мостов через реки и каналы.
За отличие в боях при овладении Берлином бригаде 11 июня 1945 года присвоено почётное наименование «Берлинской».
К концу войны бригада именовалась:  1-я гвардейская отдельная Брестско-Берлинская Краснознамённая орденов Суворова и Кутузова моторизованная инженерная бригада РГК .

### Послевоенный период
С 1946 года по 1994 год формирование находилось на территории Германии и ГДР, неоднократно выполняла ответственные задания командования по оказанию помощи немецкому народу. Это — подъём затонувших в Балтийском море судов «Ханза» и «Гамбург», строительство мостов, причалов и пирсов на озёрах, очистка местности и зданий от взрывоопасных предметов, борьба с наводнением — спасено около 2 тыс. граждан города Цвикау.
В период с 1962 года по 1967 годы соединение выполняло специальные задания ГК ГСВГ по оборудованию Западного театра военных действий.
В 1992—1994 годы личный состав соединения обеспечивал выход войск Западной группы из Германии.
В мае 1994 года часть передислоцировалась в г. Ростов Великий. В течение двух месяцев, с декабря 1994 года по февраль 1995 год личный состав инженерно-сапёрного батальона, усиленный военнослужащими других подразделений части, выполнял боевые задачи на территории Чеченской Республики. За мужество и отвагу 9 военнослужащих части были награждены орденами «Мужества», 28 военнослужащих — боевыми медалями.
В мае 1998 года на основании Директивы ГШ ВС России 1-я гвардейская инженерно-сапёрная бригада была переименована в 8-й гвардейский инженерно-сапёрный полк с передачей Боевого знамени, почётных звания и наименований, орденов и исторического формуляра бригады.
С февраля по июль 2000 года в полку была сформирована сводная рота разминирования, которая выполняла боевые задачи в Чеченской Республике. За умелые действия, высокое профессиональное мастерство, дисциплину и организованность 10 офицеров и прапорщиков части награждены орденами «Мужества», весь личный состав роты — медалями.
Личный состав полка привлекался для обезвреживания взрывоопасных предметов в Ярославской, Тверской, Ивановской и Московской областях. Сапёры 8-го гвардейского инженерно-сапёрного полка принимали участие с 23 по 26 октября 2002 года в операции по освобождению заложников на Дубровке. В 2009 году гвардейский полк был переформирован в 1-ю гвардейскую базу хранения и ремонта военной техники (инженерных войск). Бригада была восстановлена 1 декабря 2014 года в Муроме с наименованием 1-я гвардейская инженерно-сапёрная бригада.

## Состав

### 1942 год
- управление
- 152-й батальон инженерных заграждений;
- 153-й батальон инженерных заграждений;
- 154-й батальон инженерных заграждений;
- 155-й батальон инженерных заграждений;
- 156-й батальон инженерных заграждений;
- 157-й батальон инженерных заграждений;
- 158-й батальон инженерных заграждений;
- 159-й батальон инженерных заграждений;
- 6-й электротехнический батальон;
- 17-й отряд электрификации.

### 1945 год
- управление
  - отдельная рота управления бригады;
- 1-й гвардейский мото-инженерный Ковельский батальон (гв. майор Ежов Алексей Иванович);
- 2-й (154) гвардейский мото-инженерный Барановичский Краснознамённый батальон (ком-р к-н Гасенко Г. И., гв. п/п Козлов Борис Васильевич);
- 3-й гвардейский мото-инженерный Калинковичский Краснознамённый батальон (ком-р гв. п/п Гасенко Григорий Иосифович);
- 4-й гвардейский мото-инженерный батальон (гв. майор Эйбер Иосиф Аронович);
- 5-й (156) гвардейский мото-инженерный Барановичский ордена Суворова и Кутузова батальон (ком-р гв. майор Грабовский Павел Игнатьевич, гв. майор Мичурин);
- 6-й гвардейский мото-инженерный Ковельский Краснознамённый батальон (ком-р гв. п/п Кущ Михаил Михайлович (погиб 25.01.1945), гв. майор Ежов Алексей Иванович);
- 6-й гвардейский (электротехнический) батальон электрозаграждений (гв п/п Рождественский Андрей Тихонович);
- 7-й гвардейский мото-инженерный Ковельский Краснознамённый батальон (ком-р гв. майор Колмаков, гв. м-р Исаев Хаим Яковлевич, гв. майор Срочко Николай Прокофьевич);

## В составе
Юго-Западный фронт, Сталинградский, Донской фронт, Центральный фронт, 1-й Белорусский фронт, 47-й, 66-й, 70-й, 65-й и 61-й армий.
- обеспечивала прорыв обороны противника войсками 3-й и 5-й ударных армий, 2-й гвардейской танковой армии.

## Командование
- Командиры
- Во время Великой Отечественной войны бригадой командовал гвардии подполковник, с 21.2.1943 гвардии полковник с 17.1. 1944 гвардии генерал-майор инженерных войск Иоффе, Михаил Фадеевич.
- Заместители командира бригады
- комиссар бригады — Давыдов,
- Заместитель командира бригады гвардии майор (гвардии подполковник) Харченко Виктор Кондратьевич
- Начальник штаба бригады — гвардии подполковник Тихомиров И. В.

## Награды и наименования
- 1 апреля 1943 года — Почётное звание  «Гвардейская» — присвоено приказом Народного комиссара обороны СССР за проявленную отвагу в боях за Отечество с немецкими захватчиками, за стойкость, мужество, дисциплину и организованность, за героизм личного состава.
- 21 июля 1943 года —  Орден Красного Знамени — награждена указом Президиума Верховоного Совета СССР от 21 июля 1943 года за образцовое выполнение боевых заданий командования на фронте борьбы с немецкими захватчиками в битве под Курском в составе Центрального фронта и проявленные при этом доблесть и мужество.
- 15 января 1944 года —  Орден Суворова II степени — награждена указом Президиума Верховоного Совета СССР от 15 января 1944 года за образцовое выполнение боевых заданий командования на фронте борьбы с немецкими захватчиками при освобождении Левобережной Украины и Белоруссии в составе 1-го Белорусского фронта и проявленные при этом доблесть и мужество.
- 10 августа 1944 года — Почётное наименование «Брестская» — присвоено приказом Верховного Главнокомандующего № 0258 от 10 августа 1944 года за отличие в боях при освобождении города Бреста.
- 26 апреля 1945 года —  Орден Кутузова II степени — награждена указом Президиума Верховного Совета СССР от 26 апреля 1945 года за образцовое выполнение боевых заданий командования на фронте борьбы с немецкими захватчиками при обеспечинии наступления 5-й ударной, 47-й и 61-й армий 1-го Белорусского фронта в Висло-Одерской операции и проявленные при этом доблесть и мужество.
- 11 июня 1945 года — Почётное наименование «Берлинская» — присвоено приказом Верховного Главнокомандующего № 0111 от 11 июня 1945 года за отличие в боях при овладеним Берлином.

## Отличившиеся воины
За время войны 7487 воинов бригады были награждены орденами и медалями, один удостоен звания Героя Советского Союза:
- Русинов Василий Иванович, гвардии красноармеец, заместитель командира отделения 4-го гвардейского батальона инженерных заграждений[7].

## Память
- Существует музей в общеобразовательной школе № 778 в Москве. Адрес: Москва, улица Академика Скрябина, дом № 36, корпус № 3.